# Krisztián Lisztes
Krisztián Lisztes (2 de julio de 1976) es un futbolista húngaro, se desempeña como centrocampista y actualmente juega en el Ferencváros.

## Clubes
| Club             | País     | Año         |
| ---------------- | -------- | ----------- |
| Ferencvárosi TC  | Hungría  | 1993 - 1996 |
| VfB Stuttgart    | Alemania | 1996 - 2001 |
| Werder Bremen    | Alemania | 2001 - 2005 |
| Hajduk Split     | Croacia  | 2007        |
| Ferencvárosi TC  | Hungría  | 2008        |
| FC Hansa Rostock | Alemania | 2009        |
| Paksi SE         | Hungría  | 2009 - 2011 |
| Vasas SC         | Hungría  | 2011 -      |

- Datos: Q655664
- Multimedia: Krisztián Lisztes / Q655664